# Yoshio Yoshida (pilote)
Pour les articles homonymes, voir Yoshida.
Pour le joueur de baseball japonais des années 1950, voir Yoshio Yoshida (baseball).
Yoshio Yoshida est un capitaine et pilote de Service aérien de l'Armée impériale japonaise, né en 1921, dans la préfecture d'Hiroshima.

## Carrière
Il intégra l'Académie militaire de l'armée de l'air en 1939, et, en sortit comme officier diplômé avec la 55e promotion en mars 1942. Après avoir suivi avec succès un entrainement de pilote de chasse à l'école d'Akeno, il fut muté, en octobre de la même année, au 70e Sentaï, basé en Mandchourie.
En 1944, cette unité eut pour mission d'intercepter les raids de bombardiers B-29 dirigés contre la Mandchourie du sud ; et le 8 septembre il abattit son premier bombardier quadrimoteur. En novembre 1944, le 70e Sentaï se déplaça à Kashiwa ; base à partir de laquelle, à la tête du 3e Chutaï, il devait participer en première ligne à la défense aérienne de Tokyo. Au cours de l'année 1945, il devait abattre 5 B-29, tous lors d'attaques nocturnes ; succès pour lesquels il reçut le Bukōchōshō.
Juste avant la fin de la guerre, il passa une visite médicale l'autorisant à voler sur le chasseur à réaction Shusui (copie japonaise du Messerschmitt Me 163 Komet) ; en fait il n'eut jamais l'occasion de piloter ce type d'appareil.
Il termina la guerre comme capitaine, titulaire de 6 victoires homologuées et 1 probable.
Il meurt dans les années 1990.